# New Tide Orquesta
New Tide Orquesta ist eine schwedische Kammermusik-Gruppe aus Stockholm und Göteborg (Schweden).
Die Gruppe besteht aus den Musikern Per Störby, Livet Nord, Thomas Gustavsson, Josef Kallerdahl, Peter Gran und Johanna Dahl. Gegründet wurde die Gruppe im Jahr 1996 unter dem Namen New Tango Orquesta. 2012 änderte sie ihren Namen in „New Tide Orquesta“. Das Wort „Tango“ aus dem ursprünglichen Namen wurde ersetzt, da die Gruppe der Ansicht ist, dass ihre Musik dem „Tango-Gewand entwachsen“ sei.
Unter der Führung des Komponisten Per Störby hat das New Tide Orquesta einen besonderen Klang und Stil geschaffen, eine Mischung aus moderner Kammermusik, Minimalismus, Barock und freier Improvisation. Immer wieder mündend in einen Tango-Stil, der seinen Ursprung in den Kompositionen und Interpretationen des Tango Nuevo von Astor Piazzolla zu haben scheint.
Die Musik vom New Tide Orquesta fand Verwendung in mehreren Filmen, Theaterstücken, Tanz-Performances und Installationen.

## Diskografie

### Alben
(alle bei: HOOB records, Göteborg, Schweden)
- 1998 The New Tango Orquesta
- 2000 Part II
- 2005 Bestiario
- 2008 The Kiev Concert, Liveaufnahme, Jazz-Festival in Kiew (Ukraine)
- 2009 Vesper
- 2012 How To Climb A Mountain (veröffentlicht: 24. Oktober 2012)